# Ервин Щритматер
Ервин Щритматер (на немски: Erwin Strittmatter) е сорбско-немски белетрист, пищещ на немски език. Той е един от най-значимите писатели от Източна Германия, член на Академията на изкуствата на ГДР.

## Биография
Ервин Щритматер е роден в семейството на хлебар и търговец на колониални стоки. Баща му е немец, а майка му произхожда от лужишките сорби. През 1924-1930 г. Щритматер учи в реална гимназия в родния си град (впоследствие тя е наречена на неговото име). Не завършва училището поради недостиг на средства и на 17-годишна възраст започва да се обучава за хлебар. По-късно работи като хлебар, сервитьор, шофьор, общ работник и помощник на ветеринарен лекар. В началото на 30-те години влиза в Германската социалдемократическа партия. След идването на националсоциалистите на власт през 1933 г. Щритматер работи в химическо предприятие в Тюрингия.
През август 1940 г. Ервин Щритматер доброволно желае да служи във Вафен-СС, но е отхвърлен. През 1941 г. името му е вписано в 325-и батальон на полицията по сигурността, която е подчинена на SS и има за задача депортирането на евреи от Атина. През октомври до декември 1941 г. подразделението на Щритматер е разположено в Краков вероятно като охрана на гетото. По-късно взима участие в сраженията на територията на Словения, Финландия и Гърция, а също е включено в борбата с партизанското движение. Ервин Щритматер отрича да е участвал в наказателни акции, понеже е заемал длъжността ротен писар.
През март 1945 г. Щритматер дезертира и няколко месеца живее без документи в югозападна Бохемия. Разпитан е от американските войски, но е освободен, понеже го смятат за цивилен.
След края на Втората световна война Ервин Щритматер се завръща в Германия и работи в Заалфелд отначало като хлебар, а по-късно става кореспондент и главен редактор на в-к Меркише фолксщиме. През 1950 г. е публикувана първата му творба „Ochsenkutscher“. През 1952 г. пише пиесата „Katzgraben“ – за класовата борба на село. Пиесата е отхвърлена от театъра в Потсдам, но привлича вниманието на Бертолт Брехт и през 1953 г. е поставена в театъра Берлинер ансамбъл.
От 1954 до смъртта си Ервин Щритматер живее като писател на свободна практика в бранденбургското селце Шулценхоф, което има само 14 жители и 7 къщи. През 1956 г. се жени за Ева Щритматер (1930-2011), която става една от най-ярките поетеси на ГДР и живее с него до края на живота му. От 1958 до 1964 г. Ервин Щритматер е таен сътрудник на ЩАЗИ. През 1959-1961 г. става първият секретар на Съюза на немските писатели (ГДР). През 1963 г. пише романа „Оле Бинкоп“ (Ole Bienkopp), едно от най-четените литературни произведения в ГДР, понеже преодолява ограниченията на социалистическия реализъм и изобразява трагичен герой, който критикува представители на управляващата Единна социалистическа партия на Германия. През 1963-1972 г. Щритматер пише изключително новелистика. През 1983, 1987 и 1992 г. са публикувани трите части на трилогията му „Магазинът“ (Der Laden), посветена на родния му град, проблемите на отношенията между немци и сорби и изграждането на ново общество в ГДР. През 1998 г. на базата на трилогията е заснет едноименен игрален филм, който получава Наградата на немската телевизия Адолф Гриме.
През 1955 г. на Ервин Щритматер е присъдена Националната награда на ГДР за романа му на младежка тема „Тинко“ (Tinko). През 1961 г. писателят получава Литературната награда Лесинг.
Прозата на Ервин Щритматер е преведена на повече от 40 езика.

## Отличия и награди
- 1953: Национална награда на ГДР
- 1955: Национална награда на ГДР
- 1958: Preis beim Preisausschreiben für Kinder- und Jugendliteratur des Ministeriums für Kultur der DDR für das Kinderbuch Pony Pedro
- 1959: Vaterländischer Verdienstorden der DDR in Silber
- 1961: Награда Лесинг на ГДР
- 1964: Национална награда на ГДР
- 1970: Johannes-R.-Becher-Medaille der DDR
- 1972: Orden „Banner der Arbeit“ der DDR
- 1974: Karl-Marx-Orden der DDR
- 1975: Kunstpreis des FDGB
- 1976: Национална награда на ГДР
- 1978: Kunstpreis des FDGB
- 1982: Vaterländischer Verdienstorden in Gold
- 1984: Национална награда на ГДР
- 1987: Ehrendoktor der Agrarwissenschaften an der Hochschule für Landwirtschaft in Meißen; Held der Arbeit; Ehrenbürger von Dollgow
- 1988: Ehrenbürger des Kreises Spremberg
- 1998: „Der Laden“ (Film) erhielt den Adolf-Grimme-Preis und den Deutschen Fernsehpreis